# Мартинс, Домингу Жозе
Домингу Жозе Мартинс (порт. Domingos José Martins; 9 мая 1781, Маратаизес, Колониальная Бразилия — 12 июня 1817, Салвадор) — бразильский революционер, один из лидеров и активный участник Пернамбуканской революции. Национальный герой Бразилии.

## Биография
Сын капитана муниципальной милиции. Образование получил в Португалии. Позже, занялся коммерческой деятельностью, отправился в Лондон, где работал в португальской фирме Dourado Dias & Carvalho, стал партнером этого коммерческого предприятия. Масон, в Британии участвовал в деятельности либералов, подружился и стал одним из ближайших друзей генерала Франсиско де Миранда, руководителя борьбы за независимость испанских колоний в Южной Америке.
С 1813 года жил в Ресифи, столице Пернамбуку, считался одним из самых богатых жителей Бразилии и наиболее интеллектуально подготовленных представителей колониальной элиты.
В 1817 году активно участвовал в ходе подготовки и проведении Пернамбуканской революции, одной из первых попыток создать независимое правительство в Бразилии. Был лидером революционного движения.
После подавления восстания силами португальской монархии был арестован, обвинён в оскорблении величества и подвергнут пыткам за свои политические взгляды во время революции. Расстрелян 12 июня 1817 года.
Считается одним из первых политзаключённых в истории Бразилии.